# القوات البحرية المشتركة

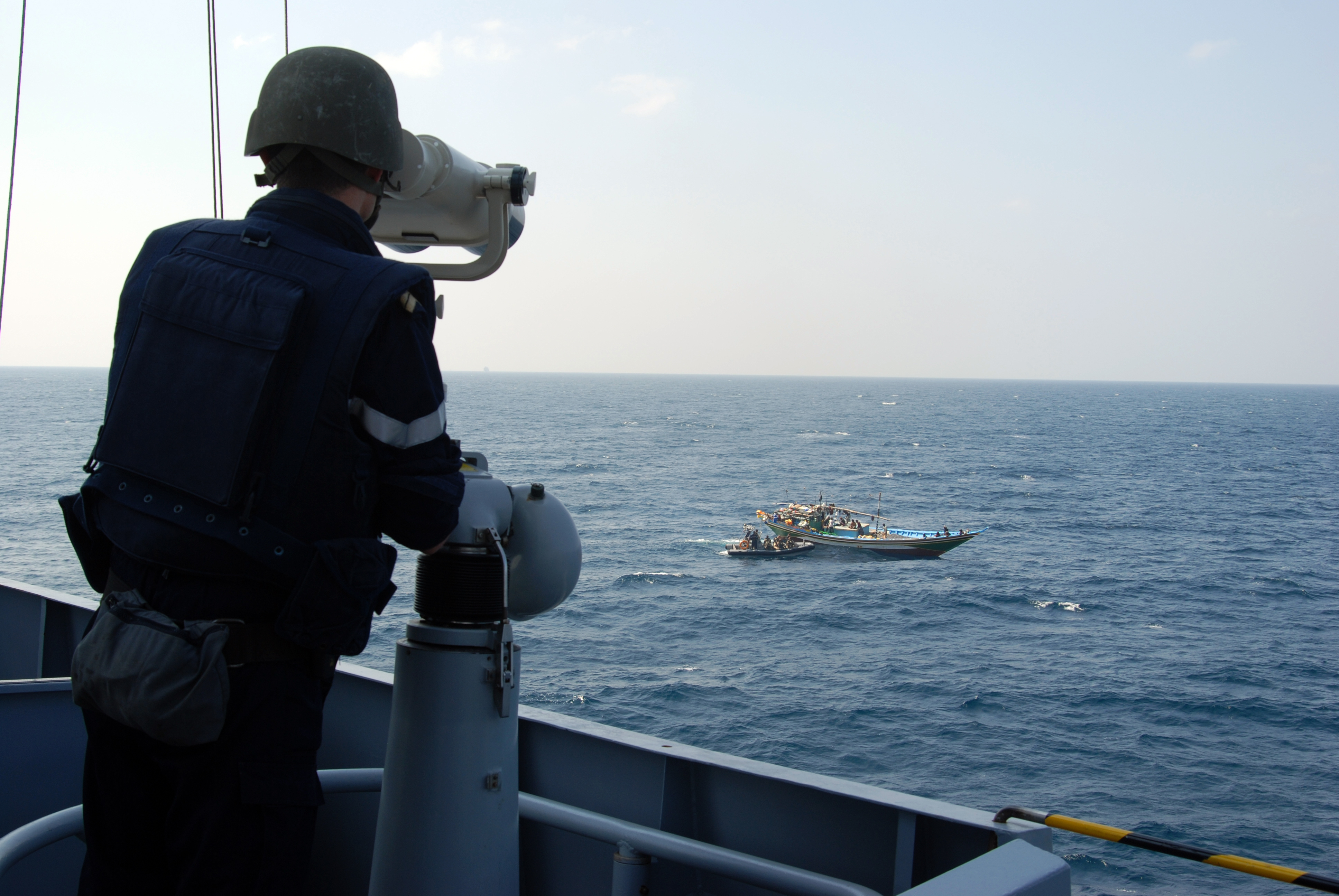

القوات البحرية المشتركة Combined Maritime Forces، هو تحالف بحري متعدد الجنسيات، يهدف إلى تعزيز الأمن والرخاء عبر حوالي 2.5 مليون ميل مكعب من المياه الدولية في الشرق الأوسط. المهام الرئيسية للقوة البحرية الأمريكية هي مكافحة الإرهاب، منع القرصنة، الحد من الأنشطة الغير قانونية، وتعزيز البيئة البحرية الآمنة.

## البلدان المشاركة
| أستراليا · البحرين · بلجيكا · كندا · الدنمارك · فرنسا · ألمانيا · اليونان · إيطاليا · اليابان · الأردن · Republic of Korea · الكويت · The Netherlands · نيوزيلندا · ماليزيا · باكستان · البرتغال · السعودية · سنغافورة · إسبانيا · تايلاند · تركيا · UAE · UK · الولايات المتحدة |

## التأسيس
في فبراير 2002 تأسست القوات البحرية المشتركة كجزء أساسي من النشاط الذي يهدف بتوفير عمليات التحالف المنسقة في منطقة العمليات. وهي شراكة بحرية دولية توفر الأم للمرور البحري المدني عن طريق القيام بمهام مكافحة-القرصنة ومكافحة الإرهاب المنتشرة في مياه الشرق الأوسط، أفريقيا وجنوب آسيا، وتشمل البحر الأحمر، الخليج العربي، خليج عدن، بحر العرب والمحيط الهندي.

## فرقة العمل المشتركة 151
تأسست فرقة العمل المشتركة 151 في يناير 2009 من قبل نائب الأميرال وليام إ. كورتني للقيام بعمليات مكافحة القرصنة.

## التشكيلات الأجنبية
وتعمل بجانب فرقة العمل المشتركة 1511 و عملية درع المحيط انتشارات وطنية أخرى منها بحرية جيش التحرير الشعبي (الصين)، التي قامت مؤخراً بتشكيل قوة العمل المشتركة 526 على متن البارجة المعروفة بأسم فرقاطة طراز 054.